# ما مردگان را دفن می‌کنیم
ما مردگان را دفن می‌کنیم (به انگلیسی: We Bury the Dead) یک فیلم دلهره‌آور و بقا محصول سال ۲۰۲۵ به نویسندگی و کارگردانی زک هیلدیچ است. در این فیلم دیزی ریدلی، مارک کولز اسمیت، برنتون توایتز و مت ویلان ایفای نقش می‌کنند.
«ما مردگان را دفن می‌کنیم» برای اولین بار در جشنواره فیلم و تلویزیون جنوب از جنوب غربی ۲۰۲۵ در ماه مارس به نمایش درآمد. در ماه مه ۲۰۲۵، ورتیکال حق توزیع آمریکای شمالی این فیلم را به دست آورد و قصد دارد آن را در ۲ ژانویه ۲۰۲۶ منتشر کند.

## خلاصه داستان
آوا نیومن (دیزی ریدلی)، زنی ناامید، پس از یک آزمایش نظامی فاجعه‌بار، به دنبال شوهرش می‌گردد. آوا به امید یافتن او زنده، به یک "واحد بازیابی اجساد" می‌پیوندد، اما جستجوی او زمانی به یک چرخش ترسناک تبدیل می‌شود که اجسادی که او دفن می‌کند، نشانه‌هایی از حیات نشان می‌دهند.

## ساخت
فیلمبرداری در ۱۹ فوریه ۲۰۲۴ در آلبانی، استرالیای غربی آغاز شد، سرانجام فیلمبرداری در ۲۶ مارس ۲۰۲۴ به پایان رسید.